# Rebecca T. Ruark
Le Rebecca T. Ruark est un skipjack  de la baie de Chesapeake, qui a été construit sur Taylors Island comté de Dorchester, dans le Maryland, en 1896.
C'est un bateau de pêche ostréicole traditionnel de la baie, sloop à deux voiles équipé d'une dérive. C'est l'un des 35 skipjacks traditionnels survivants de la baie de Chesapeake et membre de la dernière flotte de voile commerciale aux États-Unis.
Le skipjack est devenu Bateau d'État en 1985  .
Rebecca T. Ruark a été inscrit au registre national des lieux historiques en 1985  et classé National Historic Landmark en juillet 2003. Son port d'attache actuel est Tilghman Island (Comté de Talbot).

## Historique
Le Rebecca T. Ruark est un skipjack gréé en sloop typique, construit avec une faible tirant d'eau et franc-bord et une stabilité élevée nécessaires au travail des parcs à huîtres de la baie de Chesapeake. Son gouvernail de direction en bois est porté bien en avant sous le tableau arrière, à l'arrière de la dérive. Dans le cadre de sa certification 2000 de la Garde côtière américaine pour transporter des passagers, il a reçu une cloison étanche à l'avant du mât. Une trappe en aluminium permet d'accéder au nouvel espace, qui est utilisé pour le stockage des voiles et des lignes. Le pont est en sapin et derrière une trappe centrale se trouve une petite cabine avec des doubles portes menant de la niche à la cale. Un réservoir de carburant pour le bateau pousseur se trouve du côté tribord de la cabine.
Le Rebecca T. Ruark porte un gréement standard de grand-voile à foc et un grand foc. Le mât actuel mesure 12 pouces (30 cm) de diamètre et 69 pieds (21 m) de haut. La grand-voile en Dacron est lacée en bas et portée par des arceaux sur le mât. Le foc est affalé le long du beaupré. Pour les travaux de dragage, il transporte un pousseur motorisé à partir de bossoirs au-dessus de sa poupe. Il a été largement restauré en 1986 mais conserve cependant son apparence d'origine, avec quelques concessions au commerce d'excursions de passagers.
Le Rebecca T. Ruark est le skipjack le plus ancien de la flotte de la baie de Chesapeake. Ses bouchains arrondis se sont démodés au profit de bouchains pointus plus simples à construire, au détriment des qualités de navigation favorables des nouveaux bateaux à fond plat. Il a été construit par Moses Geoghegan en 1896 à Taylors Island pour William T. Ruark, et nommé en l'honneur de sa femme.

## Galerie

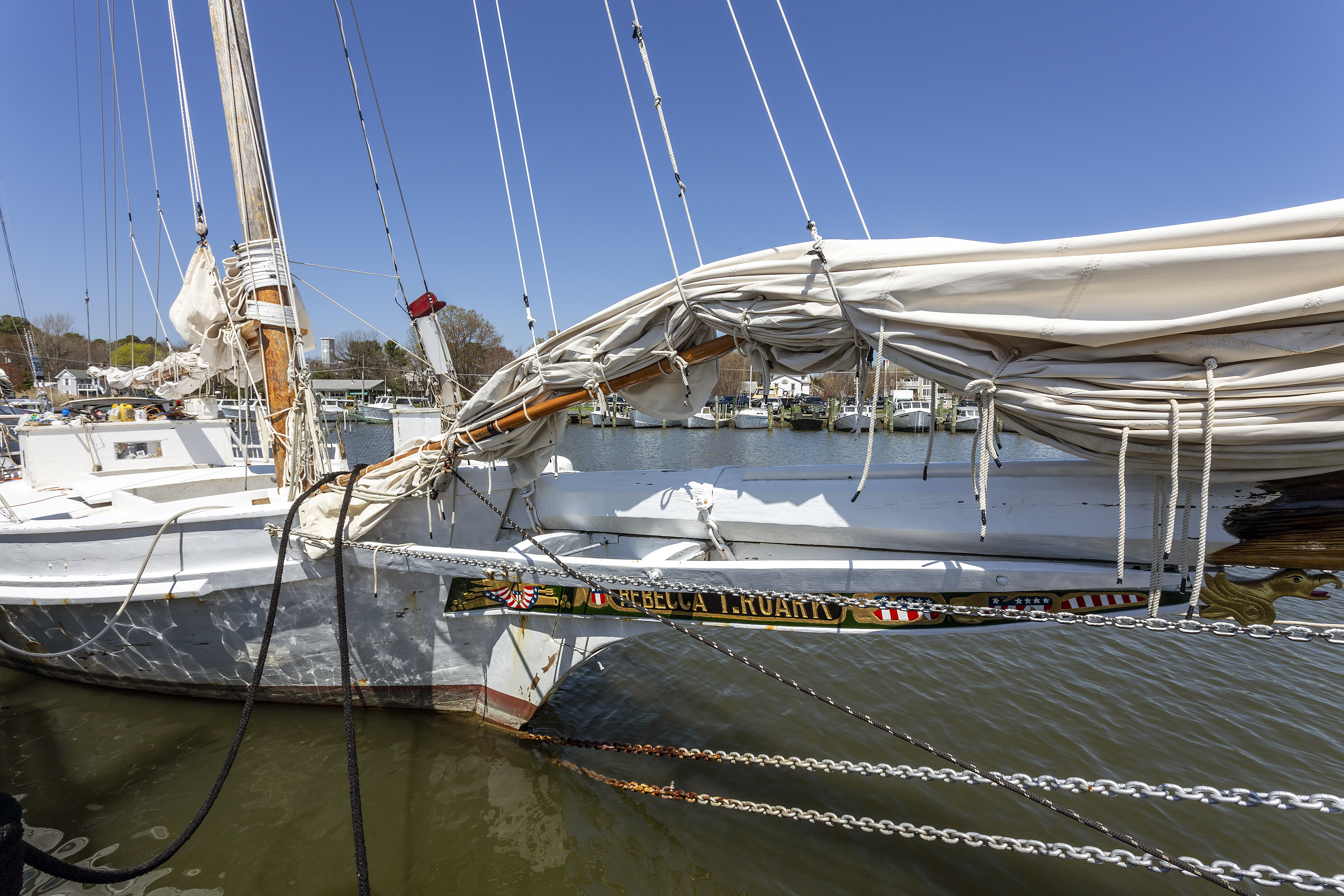
Proue du Rebecca T. Ruark
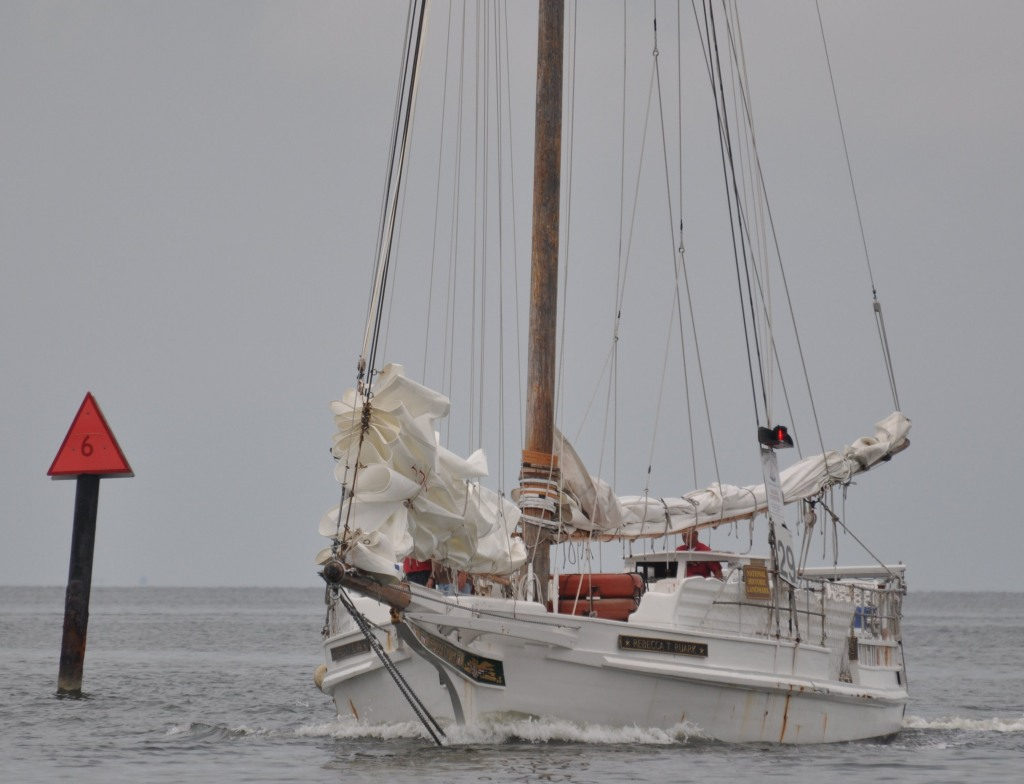
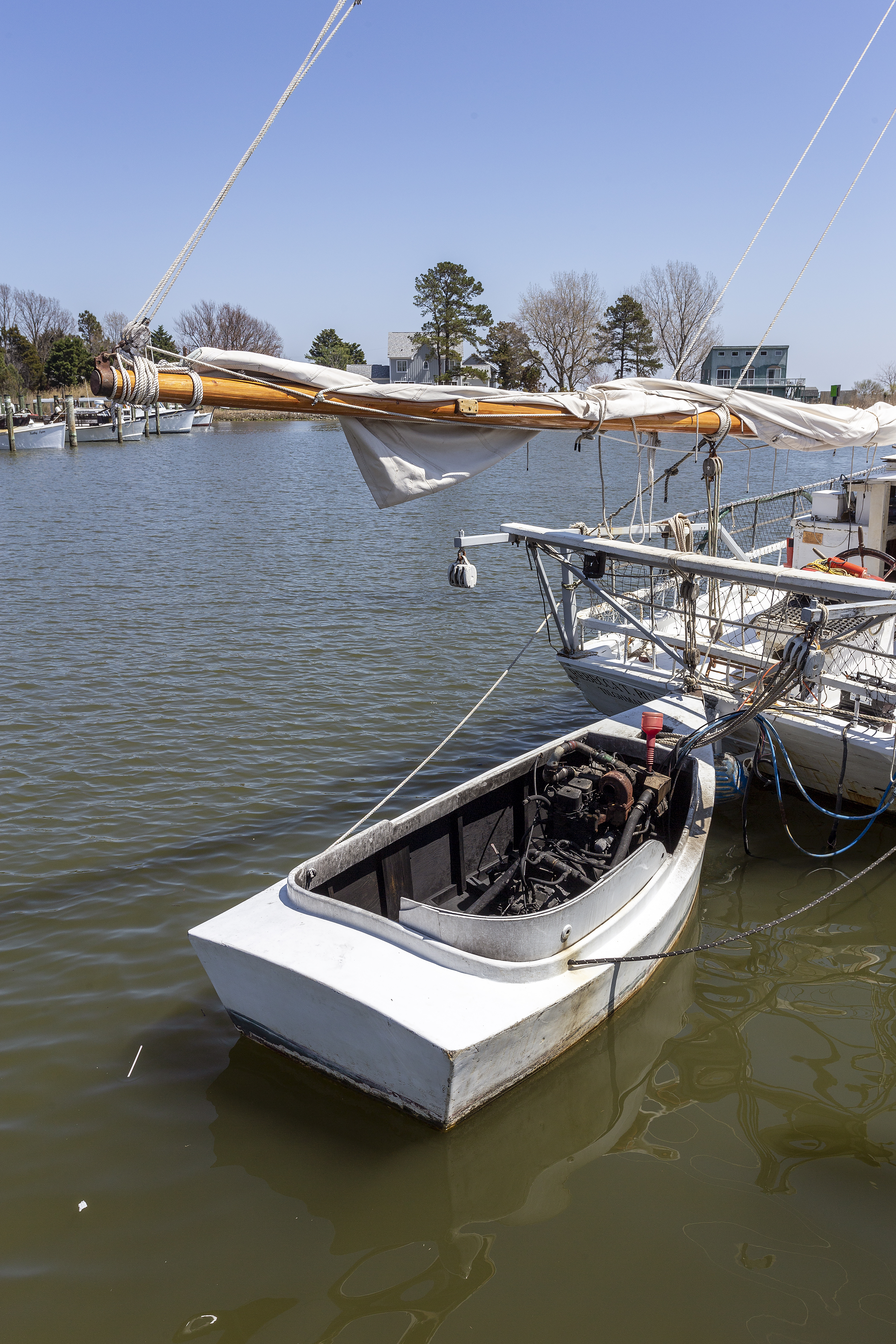
Le pousseur